# Szpieg (serial telewizyjny)
Szpieg – serial telewizyjny, emitowany na antenie stacji telewizyjnej TVN z gatunku dokumentalno-fabularnego. Serial opowiada historię Mariana Zacharskiego, oficera wywiadu PRL, który przybył do Kalifornii w USA w 1975 roku, jako pracownik Polish-American Machinery Corporation (POLAMCO). Firma ta była przykrywką dla jego szpiegowskiej działalności w USA. Bogdan Rymanowski, główny prowadzący, nawiązuje kontakt z Marianem Zacharskim, który opowiada dziennikarzowi o tym jak wykradał informacje dotyczące najnowszych osiągnięć technicznych Stanów Zjednoczonych, w tym: radar samolotu Stealth i jego dane techniczne, rakiety obrony przeciwlotniczej Patriot oraz egzemplarz najnowszego czołgu M1A1 Abrams. Serial cieszy się dużą popularnością na TVN; wyemitowano 6 odcinków serialu.

## Oglądalność
| Odcinek | I seria                     |
| ------- | --------------------------- |
| 1       | 2 241 213 (8 maja 2008)     |
| 2       | 1 738 788 (15 maja 2008)    |
| 3       | 1 575 877 (22 maja 2008)    |
| 4       | 1 656 263 (29 maja 2008)    |
| 5       | 636 166 (12 czerwca 2008)   |
| 6       | 1 590 691 (19 czerwca 2008) |